# Gilmaniella humicola
Gilmaniella humicola är en svampart som beskrevs av G.L. Barron 1964. Gilmaniella humicola ingår i släktet Gilmaniella, divisionen sporsäcksvampar och riket svampar.   Inga underarter finns listade i Catalogue of Life.